# La historia de Soda Stereo
La historia de Soda Stereo es el primer álbum recopilatorio que contiene las grabaciones de 1984 a 1990 de la banda de rock latino Soda Stereo publicado en 1992 por Sony Music Argentina. El álbum recopila desde el álbum Soda Stereo hasta Canción Animal.
Forma parte de la lista de los 100 discos que debes tener antes del fin del mundo, publicada en 2012 por Sony Music.

## Lista de canciones
Todas las letras fueron escritas por Gustavo Cerati, excepto donde se indique.

| N.º   | Título                               | Escritor(es)           | Duración |  |
| 1.    | «De música ligera»                   |                        | 3:34     |  |
| 2.    | «Sobredosis de TV»                   |                        | 4:10     |  |
| 3.    | «Persiana americana»                 | Cerati, Daffunchio     | 4:54     |  |
| 4.    | «Lo que sangra (La cúpula)»          | Cerati, Bosio          | 4:35     |  |
| 5.    | «Te hacen falta vitaminas»           |                        | 2:38     |  |
| 6.    | «Danza rota»                         |                        | 3:31     |  |
| 7.    | «Un millón de años luz»              | Cerati, Bosio, Alberti | 5:03     |  |
| 8.    | «Canción animal»                     | Cerati, Melero         | 4:07     |  |
| 9.    | «Día común - Doble vida»             |                        | 4:41     |  |
| 10.   | «Afrodisíacos»                       | Cerati, Bosio          | 4:20     |  |
| 11.   | «Pícnic en el 4° B»                  |                        | 3:43     |  |
| 12.   | «¿Por qué no puedo ser del Jet-Set?» | Cerati, Alberti        | 4:02     |  |
| 13.   | «Cuando pase el temblor»             |                        | 3:50     |  |
| 14.   | «Nada personal»                      |                        | 4:52     |  |
| 15.   | «En la ciudad de la furia»           |                        | 5:50     |  |
| 16.   | «Signos»                             |                        | 5:16     |  |
| 70:07 |                                      |                        |          |  |